# Rainha

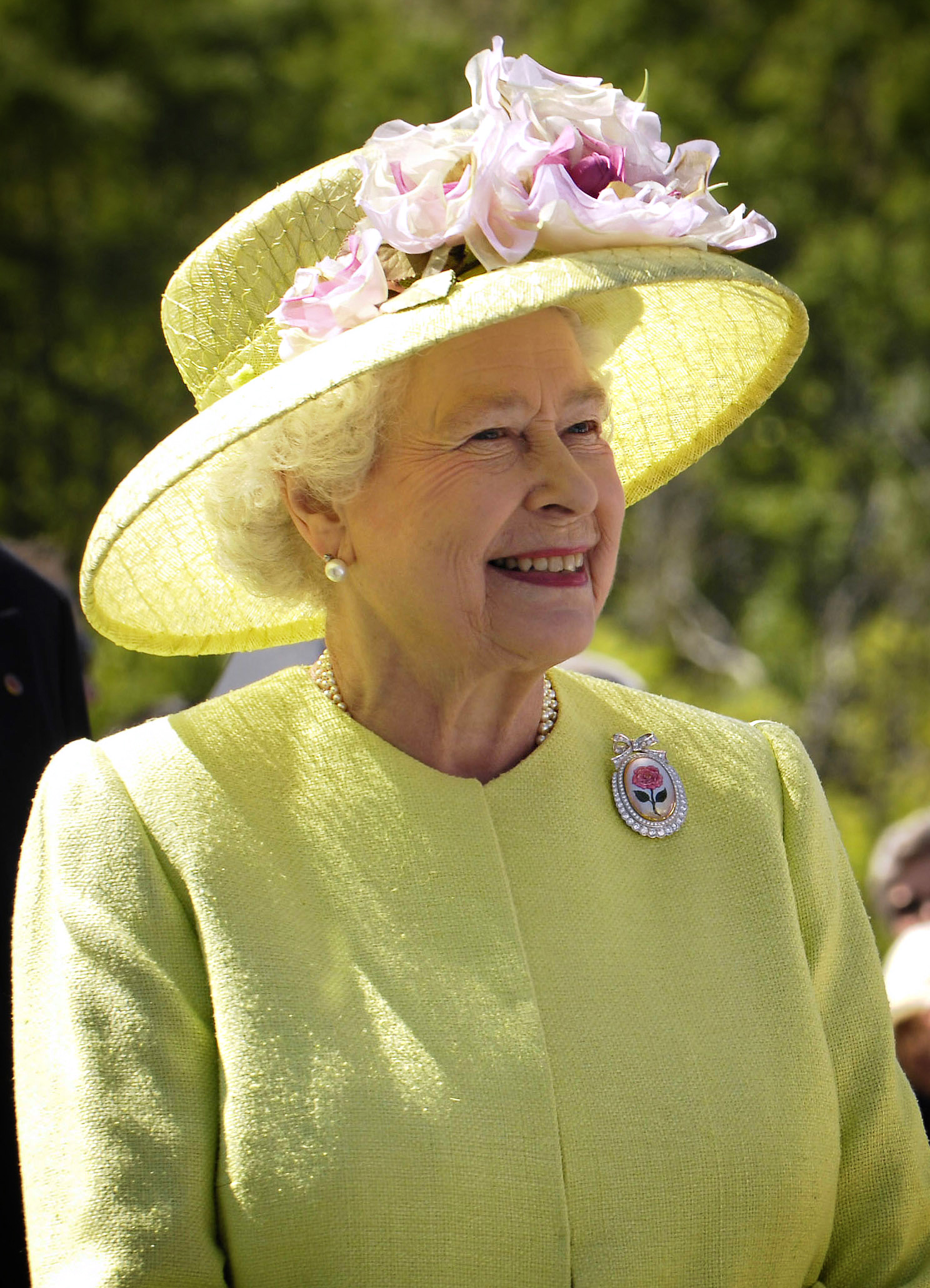
Rainha Elizabeth II, em 2007.

Rainha (antigo: Ray'a, Reynna) é o feminino de rei - poderá corresponder diretamente à monarca (exemplo: Margrethe II da Dinamarca), ou à esposa do rei, sendo assim chamada de rainha consorte, (exemplo: Rainha Silvia da Suécia). A rainha consorte, quando torna-se viúva passa a ser chamada rainha viúva (exemplo:Noor, rainha viúva da Jordânia)..

## Rainha reinante
Uma rainha reinante é uma referência a uma qualificação feminina de uma monarca que tem posse e exerce todos os poderes de um governante de uma monarquia absoluta, ou constitucional, em contraste com uma rainha consorte, que é a esposa de um homem que é um monarca reinante, não exercendo ela qualquer poder de Estado, apenas detém um título de cortesia. A última rainha a reinar no mundo, a Margarida II da Dinamarca (ainda está viva) abdicou em 14 de janeiro de 2024, em favor de seu filho atual Frederico X da Dinamarca.

## História
No Antigo Egito, nas culturas do Pacífico, e até mesmo na História dos países europeus, as monarcas passaram a ter o título de rei ou o seu equivalente, como faraó (como é o caso da faraó Hatchepsut), quando o género é irrelevante para o governo. Também os bizantinos, com o exemplo da Imperatriz Irene, chamavam a uma monarca de basileus (βασιλεύς), Imperador ao invés de Basilissa (βασίλισσα), Imperatriz. E Edviges da Polónia foi coroada como Rex Poloniae, Rei da Polónia.
Entre os Reis Davi de Judá e Israel, não é mencionado uma única rainha reinante; apesar de Atália, embora a Bíblia se refira negativamente como uma usurpadora. A rainha Salomé Alexandra (Shlomzion), é citada na Bíblia como Rainha de Sabá, em hebraico: 'מלכת שבא, uma rainha soberana do reino de Sabá que foi muito popular no Antigo e no Novo Testamento, no Alcorão, na história da Etiópia e do Iémen.
Tecnicamente, um rei também pode ser um rei reinante ou um rei consorte, mas esta distinção é rara e, por exemplo, foi usado apenas duas vezes na história da monarquia britânica e nas monarquias antecessoras. Em todas as monarquias atuais que permitem que uma rainha assuma o trono, o marido da rainha, como não é chamado rei, em geral é classificando como príncipe consorte. O marido da rainha Maria I de Inglaterra e os dois primeiros maridos da rainha Maria I da Escócia foram criados todos reis consorte dos reinos das suas esposas. O marido de Maria II, Rainha da Inglaterra, da Irlanda e da Escócia, foi nomeado rei co-regente soberano com ela, como Guilherme III. O último protagonizou a única ocasião de co-soberania na Grã-Bretanha.
A adesão de um regente ocorre conforme as leis de sucessão de cada nação. Entre os métodos de sucessão, a sucessão mais típica nas monarquias europeias, a partir do final da Idade Média e através da maior parte do século XX, foi a primogenitura e a preferência masculina, ou seja, na ordem de sucessão entravam os filhos varões do monarca, por ordem de nascimento, seguidos pelas filhas ou netos do monarca. Historicamente, muitos reinos proibiam a sucessão por mulheres ou por meio de uma linha feminina, em obediência à lei sálica, e alguns ainda o fazem. Uma rainha reinante nunca governou a França, por exemplo. Apenas uma mulher, Maria Teresa de Habsburgo governou o Sacro Império Romano, ela manteve o título de Imperatriz, primeiro pelo casamento e depois como governante de facto durante quarenta anos. A Dinamarca proibiu até 1953 que as mulheres ascendessem ao trono, mas houve uma rainha reinante, Margarida I foi rainha da Noruega, da Dinamarca e também posteriormente regente da Suécia, e fundadora da histórica União de Kalmar, que unificou todos os reinos escandinavos num único país.
Nos dias finais do século XX, Suécia, Noruega, Bélgica, Dinamarca e os Países Baixos alteraram os seus atos de sucessão de primogenitura com nenhuma preferência quanto ao sexo. Em alguns casos, a alteração não terá efeito durante as vidas das pessoas que já estavam na linha de sucessão aquando da aprovação da lei.
Na China, Wu Zetian (武則天) tornou-se a Imperatriz reinante e estabeleceu a Dinastia Zhou, também conhecida como Wu Zhou (武周), após a destituição dos seus filhos. Embora o Trono do Crisântemo do Japão atualmente estar proibido para as mulheres, isso nem sempre tem acontecido na história do Japão, tendo já subido ao trono oito imperatrizes; um bom exemplo de imperatriz reinante do Japão é a Imperatriz Kogyoku-Saimei, que reinou por duas vezes.